# Zvotoky
Obec Zvotoky se nachází v okrese Strakonice, kraj Jihočeský. Zvotoky leží v údolí šumavského podhůří, kterým protéká horská říčka Kolčava (s úředním názvem Novosedelský potok). Žije zde 59 obyvatel.

## Historie
Poprvé je obec připomínána jako součást majetku břevnovského kláštera v roce 1045 v darovací listině knížete Břetislava I. Ves patřila ve 14. a 15. století k panství vimperskému, později k panství dobršskému, strakonickému a volyňskému. Obyvatelé obce nalézali obživu hlavně v zemědělství.

## Geografie
Jihovýchodně od obce se nachází vrch Hůrka a severně od obce leží vrch Tyterce, kde se dříve nalézal žulový lom, těžil se zde zvláštní druh modré žuly, dnes je zatopen.
Součástí obce je osada Předměstí.

## Pamětihodnosti
- Kaple Andělů strážných na návsi z konce 18. století
- Několik křížů pocházejících hlavně z 19. století